# أدب حاخامي
الأدب الحاخامي بمعناه الأوسع هو كل الكتابات الحاخامية عبر التاريخ اليهودي. ومع ذلك، يشير المصطلح في كثير من الأحيان على وجه التحديد إلى الأدب من العصر التلمودي، دون الالتفات إلى الكتابات الحاخامية في العصور الوسطى والحديثة، وهو ما يتوافق مع المصطلح العبري سيفروت شازال ((بالعبرية: ספרות חז״ל‏) الذي يعني "أدب حكمائنا")، حيث يشير لفظ "الحكماء" عادة إلى حكماء العصر التلمودي فقط.

## وصلات خارجية
- A survey of rabbinic literature